# Гусейнов, Назим Галиб оглы
Назим Галиб оглы Гусейнов (азерб. Nazim Qalib oğlu Hüseynov, лезг. Гьуьсейнрин Гъалибан хва Назим; 2 августа 1969, Баку, Азербайджанская ССР, СССР) — советский и азербайджанский дзюдоист, заслуженный мастер спорта СССР. Первый олимпийский чемпион Азербайджана (1992, выступал в составе Объединённой команды). Представлял Азербайджан и был знаменосцем сборной Азербайджана на Олимпийских играх 1996 года в Атланте. Член Национального Олимпийского Комитета Азербайджана. Заслуженный деятель физической культуры и спорта Азербайджана (2022).

## Биография

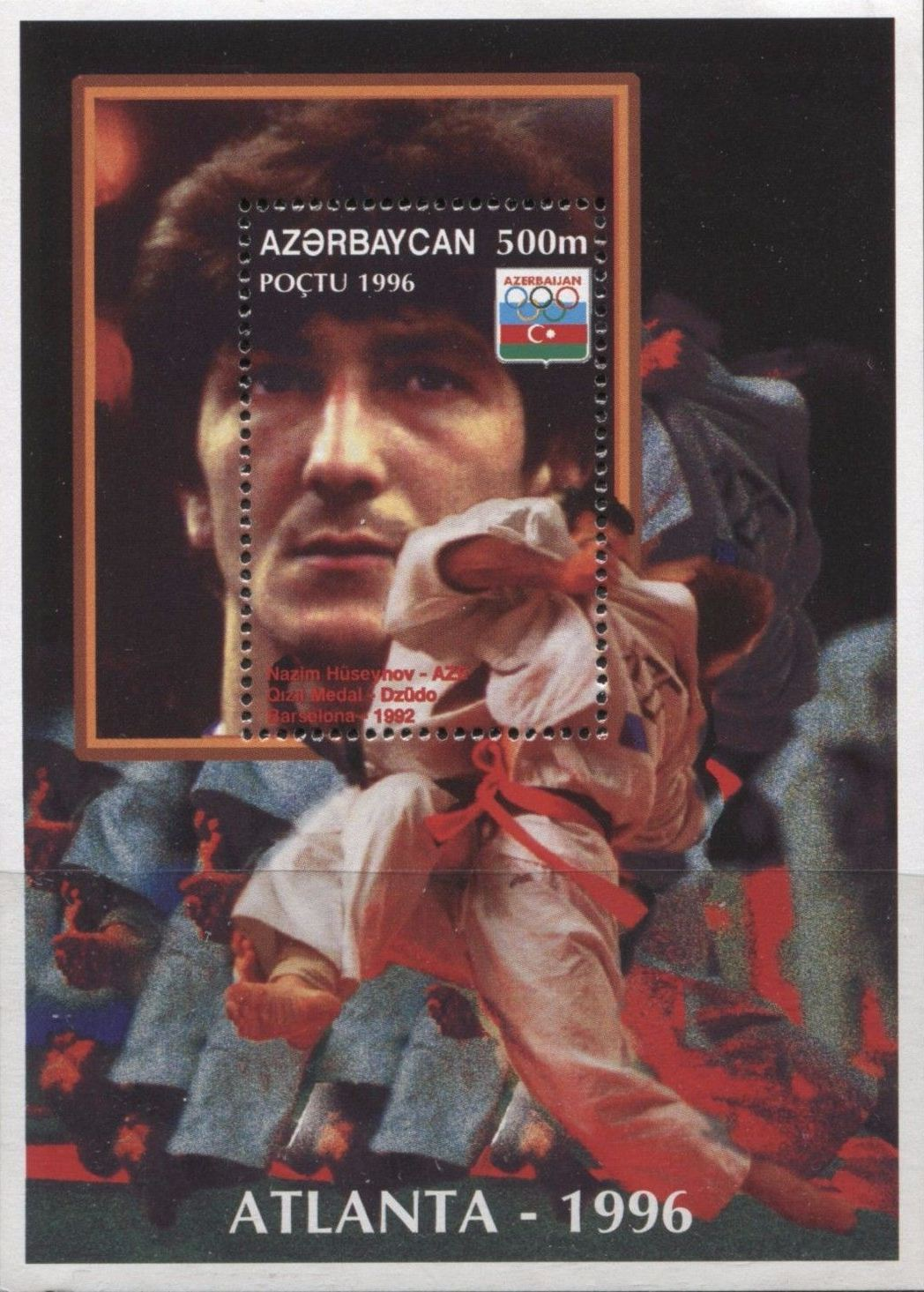
На почтовой марке Азербайджана

Родился 2 августа 1969 года в Баку. Родом из села Пирал Гусарского района Азербайджана. Мать родом из дагестанского села Ахты. Тренером Гусейнова был заслуженный тренер Азербайджана Агаяр Ахундзаде. Именно под его руководством Гусейнов в 1980 году начал заниматься дзюдо.
Лучший дзюдоист года среди всех весовых категорий (1992), 2-кратный чемпион СССР по дзюдо среди молодежи (1987, 1989), мастер спорта СССР (1987), мастер спорта международного класса (1991), заслуженный мастер спорта СССР (1992).
В 1992 году на церемонии открытия Олимпийских игр в Барселоне, входя в состав Объединённой команды, нёс флаг Азербайджана. Стал Олимпийским чемпионом на этих играх, одолев в финале южнокорейского дзюдоиста Юн Хёна, а в полуфинале — действующего чемпиона мира Таданори Косино из Японии. В честь победы Гусейнова впервые в истории Олимпийских игр был поднят флаг Азербайджана. Основную заслугу в своей победе Гусейнов видит в работе главного тренера сборной СНГ Владимира Каплина и основателя дзюдо в Азербайджане Тарлана Гасанова.
На следующей Олимпиаде 1996 года в Атланте уже входил в состав сборной Азербайджана. Был также знаменосцем на церемонии открытия. Однако, на этих Играх Гусейнов остановился в 1/8 финала, проиграв дзюдоисту из Мексики. Свою неудачу Гусейнов объяснил слабой подготовкой. По его словам, тогда дзюдоистов сборной «нечасто отправляли на различные соревнования», а тренировки проходили в районах страны.
Бронзовый призёр чемпионата мира (1991) и серебряный призёр чемпионата мира (1993), 2-кратный чемпион Европы (1992, 1993), серебряный призёр международного турнира категории «А» с участием сильнейших дзюдоистов мира (1997).
Указом Президента Азербайджанской Республики был награждён орденом «Слава».
Закончил спортивную карьеру в 2000 году. Отказался от предложений тренерской работы за границей, в частности от предложения тренировать сборную Италии.
В 2002 году Гусейнову была присвоена Специальная олимпийская стипендия Президента Азербайджанской Республики.
Работает в Федерации дзюдо Азербайджана, является куратором по регионам страны, временами тренируя молодёжную сборную.

## Семья
Сын Назима Гусейнова Наим Гусейнов также стал дзюдоистом. В июле 2017 года он стал бронзовым призёром Кубка Европы по дзюдо среди молодежи в Берлине.